# China Resources Building (Chongqing)
Pour les articles homonymes, voir China Resources Building.
Le China Resources Building est un gratte-ciel de 224 mètres construit en 2016 à Chongqing en Chine.